# Dariusz Łaski
Dariusz Łaski – polski artysta fotograf. Członek rzeczywisty i Artysta Fotoklubu Rzeczypospolitej Polskiej (AFRP). Przewodniczący Komisji Rewizyjnej Fotoklubu RP. Członek założyciel Piotrkowskiego Towarzystwa Fotograficznego Fcztery. Członek Łódzkiego Towarzystwa Fotograficznego.

## Życiorys
Dariusz Łaski jest inżynierem środowiska i budownictwa wodnego, związanym z piotrkowskim środowiskiem fotograficznym – mieszka i pracuje w Piotrkowie Trybunalskim – fotografuje od 1972 roku. Szczególne miejsce w jego twórczości zajmuje fotografia krajobrazowa, fotografia architektury, fotografia detalów i struktur oraz fotografia aktu. W 1993 roku był współzałożycielem Piotrkowskiego Towarzystwa Fotograficznego Fcztery, w którym od powstania towarzystwa pełnił funkcję sekretarza – do 2005 roku. W 2005 roku został wiceprezesem Zarządu PTF ds. artystycznych. W 2005 roku został przyjęty w poczet członków Łódzkiego Towarzystwa Fotograficznego. 
Od 2007 roku jest współinicjatorem i współorganizatorem cyklicznego projektu idei fotografii bez podziałów – Międzynarodowych Plenerowych Spotkań Fotograficznych Wschód – Zachód. Jest inicjatorem i współorganizatorem oraz aktywnym uczestnikiem wielu innych plenerów fotograficznych – regionalnych, krajowych i międzynarodowych oraz wewnętrznych (stowarzyszeniowych), organizowanych w ramach działalności Piotrkowskiego Towarzystwa Fotograficznego Fcztery. 
Dariusz Łaski jest autorem i współautorem wielu wystaw fotograficznych; indywidualnych, zbiorowych, poplenerowych, pokonkursowych. Brał aktywny udział w Międzynarodowych Salonach Fotograficznych, organizowanych m.in. pod patronatem Międzynarodowej Federacji Sztuki Fotograficznej FIAP – otrzymując akceptacje, wyróżnienia, dyplomy, listy gratulacyjne. Fotografie Dariusza Łaskiego były prezentowane m.in. w Czechach, Francji, Niemczech, Słowacji, na Ukrainie oraz w Polsce. Wielokrotnie publikował swoje fotografie (m.in.) w prasie specjalistycznej: Foto, Foto Kurier, Foto Akt oraz w albumach przyrodniczych – (m.in.) Parki Krajobrazowe Ziemi Piotrkowskiej, Pilica – piękno zagrożone, Krajobrazy znad Pilicy. Jest autorem spotkań, prelekcji, wykładów o tematyce fotograficznej. 
W 2010 roku został przyjęty w poczet członków Fotoklubu Rzeczypospolitej Polskiej Stowarzyszenia Twórców (legitymacja nr 264). Prace Dariusza Łaskiego zaprezentowano w Almanachu (1995–2017), wydanym przez Fotoklub Rzeczypospolitej Polskiej Stowarzyszenie Twórców. W 2018 roku został uhonorowany Medalem „Za Zasługi dla Fotografii Polskiej” – odznaczeniem przyznawanym przez Kapitułę Fotoklubu Rzeczypospolitej Polskiej Stowarzyszenia Twórców – w 100. rocznicę odzyskania przez Polskę niepodległości.

## Odznaczenia
- Medal „Za Zasługi dla Fotografii Polskiej” (2018)[17]

## Wybrane wystawy indywidualne
- Akt (Kielce 2005)[7]
- Jej obecność (Radomsko 2012)[6]
- Dariusz Łaski – Fotografia (Łódź 2013)[18]

## Publikacje (albumy)
- Parki Krajobrazowe Ziemi Piotrkowskiej (współautor)
- Pilica - piękno zagrożone (współautor)
- Krajobrazy znad Pilicy (współautor)

Źródło